# 书记 (拜占庭帝国)
书记（希臘語：λογοθέτης, logothétēs, 复数. λογοθέται, logothétai, 复数. logothetae ）是东罗马帝国的一个行政官衔。在拜占庭帝国中后期，其地位变得与大臣或国务卿相当。该官衔也被拜占庭文化圈的国家使用，包括保加利亚、西西里、塞尔维亚以及多瑙河公国

## 起源和发展
在希腊语中，λογοθέτης意指“记录者、计算者、推理者”，字面意义上，这个词意指“记下言语者”。这个官衔具体的来源不明。在教会教父和莎草纸的记载中，它大多是一个负责财务的小官职。阿纳斯塔修斯一世治世期间，书记就作为官职存在。查士丁尼一世时期，这个官职曾负责税务，据普罗科皮乌斯记载，当时有位名叫亚历山大的书记，曾被派到意大利，并在那里横征暴敛。在希拉克略时代，鉴于在拜占庭-波斯战争以及穆斯林征服期间帝国土地的陷落流失以及财政收入改革的需要，原本的多个政府部门被合并为一个书记处（Λογοθεσιον）。最早作为高官被提及的一位书记是626年的“最尊荣的书记和贵族”提奥多西乌斯，他可能曾负责管理总务部或军务部。阿莱克修斯一世治世下设立的负责监察所有政府部门的部门事务书记后来演化成了拜占庭晚期的大书记。